# De Bello Alexandrino
De Bello Alexandrino ("Om det alexandrianska kriget"), eller Bellum Alexandrinum ("Det alexandrianska kriget") anses vara en självbiografi, skriven av Julius Caesar. Författarskapets autenticitet har dock ifrågasatts.
De Bello Alexandrino behandlar bland annat Caesars fälttåg i Egypten.